# Thương mại
Thương mại là hoạt động trao đổi hàng hóa và dịch vụ giữa hai hoặc nhiều bên, thường đòi hỏi sự vận chuyển từ nơi này đến nơi khác (giữa các thành phố, quốc gia hoặc giữa các vùng), đặc biệt là trên quy mô lớn. (thương mại không phải là kinh doanh).
 Cụ thể thương mại là một phần của hoạt động kinh doanh bao gồm tất cả các hoạt động, chức năng, các thể chế liên quan đến việc di chuyển cũng như phân phối hàng hóa, dịch vụ thô hoặc thành phẩm tu nhà sản xuất đến đại lý trên quy mô lớn, trái ngược với tìm nguồn cung ứng, vật liệu thô, nguyên vật liệu, sản xuất chế tạo. Thương mại cũng có một chút khác biệt với giao dịch, tính chất của giao dịch là trao đổi, chuyển giao hàng hóa dịch vụ thành phẩm giữa người bán và người tiêu dùng. Thương mại không chỉ bao gồm thương mại như đã định nghĩa ở trên, mà còn là một loạt các giao dịch xảy ra giữa người sản xuất với người bán thông qua sự trợ giúp của các dịch vụ và phương tiện phụ trợ để tạo thuận lợi cho cuộc trao đổi đó. Các dịch vụ phụ trợ này bao gồm: vận tải, giao tiếp, kho bãi, bảo hiểm, ngân hàng, thị trường tài chính, quảng cáo, đóng gói, dịch vụ của các tổ chức và đại lý thương mại,... Nói cách khác, thương mại bao gồm nhiều lĩnh vực như chính trị, kinh tế, công nghệ, hậu cần, nguyên tắc, pháp lý, văn hoá xã hội pham vi vĩ mô. Từ góc nhìn mới, thương mại tạo ra tiện ích về thời gian và địa điểm bằng cách cung cấp hàng hóa và dịch vụ cho khách hàng đúng nơi và đúng thời điểm bằng cách sử dụng định vị. So với trước đều phải nhờ vào bản đồ giấy hoặc la bàn . Nếu nói theo cách này, giao dịch là một phần của thương mại và thương mại là một phần của kinh doanh.
Thương mại là một nỗ lực tốn kém trong thời cổ đại vì tính chất rủi ro của việc vận chuyển, điều này đã gây hạn chế và chỉ hoạt động ở thị trường địa phương. Thương mại sau đó được mở rộng cùng với sự cải thiện của hệ thống giao thông. Vào thời trung cổ, đường dài cộng với hàng hoá quy mô lớn thương mại vẫn còn hạn chế giữa các lục địa. Với sự ra đời của Thời đại Khám phá với tàu viễn dương, thương mại đã mang tầm cỡ quốc tế, xuyên lục địa. Hiện tại, độ tin cậy của các hệ thống gửi thư và vận chuyển xuyên đại dương quốc tế cũng như cơ sở của Internet đã làm cho giao thương khả thi hơn rất nhiều giữa các thành phố, quốc gia và giữa các khu vực với nhau trên toàn thế giới. Trong thế kỷ 21, thương mại điện tử dựa trên Internet (nơi thông tin tài chính được chuyển qua Internet), và các danh mục phụ của nó như thương mại điện tử và thương mại xã hội dựa trên mạng xã hội đã và đang tiếp tục được chấp nhận rộng rãi.
Các cơ quan lập pháp, các cục thương mại hoặc các bộ  đã và đang thúc đẩy quản lý các hoạt động thương mại trong và ngoài nước của một quốc gia. Thương mại quốc tế có thể được điều chỉnh bởi các hiệp ước song phương giữa các quốc gia hoặc các vùng. Tuy nhiên, sau Chiến tranh thế giới thứ hai với sự gia tăng của thương mại tự do, các tổ chức thế giới như Hiệp ước chung về thuế quan và mậu dịch kế tiếp là Tổ chức Thương mại Thế giới đã trở thành hệ thống điều chỉnh thương mại lớn nhất thế giới. Phòng Thương mại Quốc tế (ICC) là một tổ chức "tòa án" được ra đời với nhiệm vụ tạo nên các quy tắc và pháp lý của thương mại quốc tế để giải quyết các mâu thuẫn cũng như tranh chấp trong thương mại toàn cầu.

## Lịch sử
Nhà sử học Peter Watson và Ramesh Manickam đã xác định lịch sử của thương mại đường dài bắt đầu từ khoảng 150.000 năm trước.
Trong thời kỳ lịch sử, sự ra đời của tiền tệ như một loại tiền tiêu chuẩn hóa đã tạo điều kiện thuận lợi cho việc trao đổi hàng hóa và dịch vụ.
Hệ thống ngân hàng phát triển ở châu Âu thời trung cổ đã tạo điều kiện thuận lợi cho các giao dịch tài chính xuyên biên giới quốc gia. Chợ đã trở thành một nét đặc trưng của đời sống thị trấn, và được quản lý bởi chính quyền thị trấn.